# ألين بيريرا
ألين سيلفا بيريرا (بالبرتغالية: Aline Silva Pereira؛ مواليد 6 أكتوبر 1990) هي مُقاتلة فنون قتالية مختلطة وملاكمة كيك بوكسينغ سابقة برازيلية.

## حياتها الشخصية
بيريرا هي مواطنة برازيلية أصلية، تنتمي إلى قبيلة باتاكسو. والأخ الأكبر لها هو أليكس بيريرا، بطل يو إف سي للوزن المتوسط السابق وبطل سابق غلوري للكيك بوكسينغ.